# Fuirena ciliaris
Fuirena ciliaris là loài thực vật có hoa trong họ Cói. Loài này được (L.) Roxb. mô tả khoa học đầu tiên năm 1814.